# Lesménils
Lesménils és un municipi francès situat al departament de Meurthe i Mosel·la i a la regió del Gran Est. L'any 2019 tenia 480 habitants.
El 2007 la població en edat de treballar era de 338 persones, 239 eren actives i 99 eren inactives. L'any 2000  hi havia onze explotacions agrícoles que conreaven un total de 560 hectàrees.
Té una escola elemental integrada dins d'un grup escolar amb les comunes properes formant una escola dispersa

## Demografia
El 2007 tenia 480 habitants. Hi havia 176 famílies, de les quals 28 eren unipersonals. Hi havia 186 habitatges, 176 habitatges principal, una segona residència i 8 desocupats.
.